# Wapen van Turnhout

Wapen van Turnhout.

Het wapen van Turnhout is het heraldisch wapen van de Antwerpse stad Turnhout. Turnhout werd driemaal een wapen toegekend: op 28 juli 1819, op 22 maart 1838 en ten slotte op 8 november 1989.

## Geschiedenis
Turnhout ontving haar wapen voor het eerst in 1819, toen het huidige België nog deel uitmaakte van het Verenigd Koninkrijk der Nederlanden, waarbij men teruggreep naar een zeventiende-eeuwse zegel. Reeds op de oudste zegels van de stad Turnhout uit de 13e eeuw vinden we een hert terug, hetgeen mogelijk verwijst naar het naburige jachtgebied Grotenhout. Het schild dat het hert draagt is het oudst bekende wapenschild van de Vrijheid Turnhout: zilver met een zoom van lazuur en drie palen van hetzelfde (hetgeen volgens kanunnik Jansen zou verwijzen naar de twaalfde-eeuwse heren van Turnhout, het huis Berthout van Berlaar). Het schild werd met een gouden markiezenkroon getopt, dat in 1994 werd geïnterpreteerd als hertogskroon.
De blazoenering van 1819 luidde:

Een schild van zilver beladen met een op een terras van groen springend hert in zijne natuurlijke kleur, hebbende om deszelfs hals, aan een band van rood hangende, een schild van zilver beladen met een paal van blaauw en gezoomd van hetzelfde. Het schild gedekt met een kroon van goud.

## Blazoenering
Ditzelfde wapen werd op 22 maart 1838, met volgende, nieuwe omschrijving, door de Belgische overheid bevestigd:

Wit koleur met eenen hert natuerlyk loopende op een heuveltje van groen koleur, draegende aen den hals by middel van eenen rooden lederen riem een zilveren wapenschild, met hemelsblaeuw borduersel waerop eenen lynregten pael van zulke kleur, het wapen gedekt met eene gouden kroon.
— Besluyt N° 542. waerby het wapen der stad Turnhout bepaeld word

Het schild werd ten slotte in 1994 nog een laatste maal bij ministerieel besluit met nieuwe blazoenering (zie hieronder) herbevestigd.
De huidige blazoenering luidt als volgt:

In zilver een springend hert van natuurlijke kleur op een grasgrond met aan de hals, hangend aan een koord van keel, een schild van zilver met een paal en zoom van lazuur. Het schild getopt met een hertogskroon.
— Ministerieel Besluit, 21 juni 1994.

## Historisch verwante wapens
Het wapen van Turnhout kan vergeleken worden met het wapen van Vosselaar, dat ook de kleuren zilver en lazuur gebruikt en historisch gezien ook behoorde tot het Land van Turnhout. Het hartschild van het wapen van Turnhout vormt de voet van het Antwerpse provinciewapen.

Het wapen van de gemeente Vosselaar
Het provinciewapen van Antwerpen